# 若田部克彦
若田部 克彦（わかたべ かつひこ、1970年7月1日 - ）は、関西テレビ放送のアナウンサー。

## 来歴・人物
栃木県宇都宮市の出身で、栃木県立栃木高等学校 を経て、慶應義塾大学法学部法律学科卒業後の1995年4月1日付で関西テレビ放送に入社。入社後は、スポーツ実況を中心に活動している。
なお、勤務する関西テレビはテレビ単営局だが、2021年度にはラジオ大阪 の『カンテら!』（事前収録で毎週火・水曜日の未明に放送）のパーソナリティ陣にも名を連ねていた。

## 現在の出演番組
- スポーツ実況
  - プロ野球中継
    - 阪神タイガースのホームゲームでは、関西テレビのローカル向け中継を主体に、フジテレビ系列全国ネット向けの中継でも随時担当。主にJ SPORTS STADIUMやパ・リーグTVなどで放送・配信されるオリックス・バファローズのホームゲーム中継でも実況を任されている。

  - 大阪国際女子マラソン（2011年大会から第1移動車実況→現在は長居陸上競技場実況）
  - 春高バレー
  - ダイヤモンドカップゴルフ
  - サッカー（DAZNで配信されるJリーグ制作の京都サンガF.C.・ガンバ大阪・セレッソ大阪・ヴィッセル神戸主催試合中継で担当）
  - ラグビー（全国高等学校ラグビーフットボール大会を担当していたが、その後、春高バレーを優先しており、現在は行っていない）
  - バスケットボール（Bリーグが制作する大阪エヴェッサ・西宮ストークス主催試合の公式映像で担当）
- カンテレNEWS（不定期、主に『S-PARK』日曜深夜ローカル枠を担当）

## 過去の出演番組
- 快傑えみちゃんねる（番組開始時のレギュラーで当時新人ながらの抜擢だった）
- 冒険チュートリアル（不定期出演。2012年3月番組終了）
- すぽると!
- カンテら!（ラジオ大阪） - 「ラジオパーソナリティ」として随時出演。スポーツアナウンサーとしての同僚でもある林弘典とのコンビで担当していた関係で、「若田部のスポーツ　はやし立てます!!」という冠コーナーを通じて、スポーツ実況（主にサッカー中継）・取材でのエピソードを林と語り合っていた。
- 報道ランナープラス (隔週金曜日担当)